# Pieter Kooijmans
Pieter Hendrik " Peter " Kooijmans (6 juillet 1933 – 13 février 2013) est un homme politique, juriste et diplomate néerlandais. Il est membre du Parti antirévolutionnaire (ARP), aujourd'hui disparu, qui a ensuite fusionné avec le parti Appel chrétien-démocrate (CDA). De 1993 à 1994, il est ministre des Affaires étrangères des Pays-Bas, succédant à Hans van den Broek. En 1995, il reprend son ancien poste de professeur de droit international public à l’Université de Leyde, poste qu’il occupe jusqu’à sa nomination à la Cour internationale de justice. Il reçoit le titre honorifique de ministre d'État le 13 juillet 2007.

## Jeunesse et éducation
Pieter Hendrik Kooijmans est né le 6 juillet 1933 à Heemstede aux Pays-Bas. Il est le fils de Johannes Kooijmans, ingénieur et membre du conseil municipal de Heemstede, et d'Alida Jonker.
Kooijmans fréquente le lycée Eerste Christelijk Lyceum à Haarlem, où il suit le programme en sciences humaines.
Kooijmans étudie à l'Université libre d'Amsterdam à partir de juillet 1951, se spécialisant en économie et en droit, obtenant un baccalauréat en économie en juin 1953 et un baccalauréat en droit en juillet 1954. Il travaille ensuite comme étudiant chercheur avant d'obtenir une maîtrise en économie en juin 1957 et une maîtrise en droit en juillet 1958. Kooijmans travaille comme chercheur à l'Université libre d'Amsterdam de juillet 1958 à janvier 1960, puis comme professeur associé de droit international du 1er janvier 1960 au 20 février 1964, date à laquelle il obtient un doctorat en droit constitutionnel avec sa thèse intitulée La doctrine de l'égalité juridique des États ; une enquête sur les fondements du droit international à l'Université libre en 1964.

## Carrière académique et politique
Après avoir obtenu son diplôme, Kooijmans rejoint la faculté de l'Université en tant que professeur de droit international public et de droit européen, du 20 février 1964 au 11 mai 1973. En 1976 et de nouveau en 1991, il est chargé de cours à l'Académie de droit international de La Haye. De 1978 à 1992, il est professeur de droit international public à l’Université de Leyde.
Il sert au ministère néerlandais des Affaires étrangères en tant que secrétaire d'État aux Affaires étrangères de 1973 à 1977 au sein du cabinet Den Uyl. En mai 1977, Kooijmans annonce qu'il ne se représente pas aux élections de 1977. Il se met en retrait de la politique nationale et devient professeur de droit international et de relations internationales à l'Université de Leyde du 10 janvier 1978 au 20 décembre 1992 et est professeur de droit international et de relations internationales à l'Académie de droit international de La Haye du 1er août 1979 au 1er novembre 1989. Kooijmans est également diplomate pour le compte des Nations Unies en tant que rapporteur spécial sur les droits de l'homme et la Torture.
Kooijmans est nommé ministre des Affaires étrangères dans le cabinet Lubbers III après la nomination de Hans van den Broek comme commissaire européen, prenant ses fonctions le 3 janvier 1993. En septembre 1993, Kooijmans annonce qu'il ne se représente pas aux élections de 1994. Le Cabinet Lubbers III est remplacé par le Cabinet Kok I le 22 août 1994.
Il est juge à la Cour internationale de Justice de 1997 à 2006.
Le 5 février 2014, l'Alma mater de Kooijmans, la Vrije Universiteit lance l'Institut Kooijmans,.